# Liste von Höhlen in Deutschland
Die Liste von Höhlen in Deutschland enthält eine Auswahl von Höhlen in Deutschland. Ein Teil von ihnen ist als Schauhöhle zugänglich.

## Liste
| Name                                | Ortschaft                                   | Kreis bzw. kreisfreie Stadt                | Bundesland          | Gesamtlänge Höhlensystem, Kommentare                                                     | Bild |
| ----------------------------------- | ------------------------------------------- | ------------------------------------------ | ------------------- | ---------------------------------------------------------------------------------------- | ---- |
| Adventhöhle                         | Bad Reichenhall                             | Landkreis Berchtesgadener Land             | Bayern              | 350 m, im Müllnerhörndl.                                                                 |      |
| Adventhöhle                         | Breitscheid                                 | Lahn-Dill-Kreis                            | Hessen              | Teil des Herbstlabyrinth-Adventhöhle-Systems, Säugetierknochen, insbesondere Höhlenbären |      |
| Aggertalhöhle                       | Engelskirchen-Ründeroth                     | Oberbergischer Kreis                       | Nordrhein-Westfalen | 1071 m.                                                                                  |      |
| Amandahöhle                         | Beuron                                      | Landkreis Sigmaringen                      | Baden-Württemberg   | 275 m, Schwäbische Alb                                                                   |      |
| Angerlloch                          | Wallgau                                     | Landkreis Garmisch-Partenkirchen           | Bayern              | 1469 m                                                                                   |      |
| Alfelder Windloch                   | Nürnberg                                    | Nürnberg                                   | Bayern              | 2200 m                                                                                   |      |
| Alte Höhle                          | Sundwig                                     | Märkischer Kreis                           | Nordrhein-Westfalen | 630 m                                                                                    |      |
| Altensteiner Höhle                  | Bad Liebenstein, Ortsteil Schweina          | Wartburgkreis                              | Thüringen           | 1352 m                                                                                   |      |
| Atta-Höhle                          | Attendorn                                   | Kreis Olpe                                 | Nordrhein-Westfalen | 6670 m                                                                                   |      |
| Aufberger Loch                      | Lichtenstein                                | Landkreis Reutlingen                       | Baden-Württemberg   | 25 m, eine Doline mit zwei Nebenhöhlen.                                                  |      |
| B 7-Höhle                           | Iserlohn-Grüne                              | Märkischer Kreis                           | Nordrhein-Westfalen | 5100 m                                                                                   |      |
| Balver Höhle                        | Balve                                       | Märkischer Kreis                           | Nordrhein-Westfalen | 138 m                                                                                    |      |
| Bärenhöhle                          | Rodalben                                    | Landkreis Südwestpfalz                     | Rheinland-Pfalz     | 37 m, Sandsteinhöhle.                                                                    |      |
| Bärenhöhle                          | Asselfingen                                 | Alb-Donau-Kreis                            | Baden-Württemberg   | 60 m, im Lonetal                                                                         |      |
| Bärentalhöhle                       | Schelklingen-Hütten                         | Alb-Donau-Kreis                            | Baden-Württemberg   | 468 m. Schwäbische Alb                                                                   |      |
| Baumannshöhle                       | Oberharz am Brocken                         | Landkreis Harz                             | Sachsen-Anhalt      | 1950 m, im Bodetal, älteste Schauhöhle Deutschlands                                      |      |
| Bauerloch                           | Neuffen                                     | Landkreis Esslingen                        | Baden-Württemberg   | 469 m, Schwäbische Alb                                                                   |      |
| Bernhardshöhle                      | Herbrechtingen                              | Landkreis Heidenheim                       | Baden-Württemberg   | im Eselsburger Tal                                                                       |      |
| Bilsteinhöhle                       | Warstein                                    | Kreis Soest                                | Nordrhein-Westfalen | 1472 m, Schauhöhle                                                                       |      |
| Binghöhle                           | Wiesenttal                                  | Landkreis Forchheim                        | Bayern              | 300 m, Schauhöhle, Fränkische Schweiz                                                    |      |
| Birkelhöhle                         | Heidenheim an der Brenz                     | Landkreis Heidenheim                       | Baden-Württemberg   | 51 m                                                                                     |      |
| Birresborner Eishöhlen              | Birresborn                                  | Landkreis Vulkaneifel                      | Rheinland-Pfalz     | bis 40 m                                                                                 |      |
| Bismarckgrotte                      | Hirschbach-Rinnenbrunn                      | Landkreis Amberg-Sulzbach                  | Bayern              | 1240 m                                                                                   |      |
| Bismarckhöhle                       | Ennepetal                                   | Ennepe-Ruhr-Kreis                          | Nordrhein-Westfalen | 1449 m                                                                                   |      |
| Blauhöhlensystem                    | Blaubeuren                                  | Alb-Donau-Kreis                            | Baden-Württemberg   | 17673 m                                                                                  |      |
| Bogertshöhle                        | Langenlonsheim-Stromberg                    | Landkreis Bad Kreuznach                    | Rheinland-Pfalz     | 600 m                                                                                    |      |
| Bocksteinhöhle                      | Bissingen                                   | Landkreis Dillingen an der Donau           | Bayern              | 16 m, Lonetal                                                                            |      |
| Bocksteinloch mit Bocksteinschmiede | Öllingen                                    | Alb-Donau-Kreis                            | Baden-Württemberg   | Lonetal                                                                                  |      |
| Brillenhöhle                        | Blaubeuren-Weiler                           | Alb-Donau-Kreis                            | Baden-Württemberg   | 23 m, im Blautal                                                                         |      |
| Bruderhöhle                         | Hirsau                                      | Calw                                       | Baden-Württemberg   | 12 m, Buntsandstein, nördlicher Schwarzwald                                              |      |
| Brunnensteighöhle                   | Geislingen an der Steige                    | Landkreis Göppingen                        | Baden-Württemberg   | 876 m, auf der Schwäbischen Alb                                                          |      |
| Brunnensteinhöhle                   | Honau                                       | Landkreis Reutlingen                       | Baden-Württemberg   | 1347 m, auf der Schwäbischen Alb, unterm Schloss Lichtenstein                            |      |
| Brunnsteinhöhle                     | Oberfellendorf                              | Landkreis Forchheim                        | Bayern              | , siehe Schönsteinhöhle                                                                  |      |
| Buchenloch                          | Gerolstein                                  | Landkreis Vulkaneifel                      | Rheinland-Pfalz     | 30 m, Dolomit, Eifel                                                                     |      |
| Bunkerhöhle                         | Iserlohn-Grüne                              | Märkischer Kreis                           | Nordrhein-Westfalen | 2000 m                                                                                   |      |
| Burghöhle Dietfurt                  | Inzigkofen                                  | Landkreis Sigmaringen                      | Baden-Württemberg   | 40 m, Durchgangshöhle, unter der Ruine Dietfurt im Donautal                              |      |
| Charlottenhöhle                     | Giengen an der Brenz                        | Landkreis Heidenheim                       | Baden-Württemberg   | 587 m, Schauhöhle                                                                        |      |
| Dampfloch                           | Heubach                                     | Ostalbkreis                                | Baden-Württemberg   | 34 m, am Rosenstein                                                                      |      |
| Dechenhöhle                         | Iserlohn-Grüne                              | Märkischer Kreis                           | Nordrhein-Westfalen | 902 m                                                                                    |      |
| Diebeshöhle                         | Königstein                                  | Landkreis Sächsische Schweiz-Osterzgebirge | Sachsen             | 29 m, auf dem Quirl im Elbsandsteingebirge                                               |      |
| Diebeshöhle                         | Uftrungen                                   | Landkreis Mansfeld-Südharz                 | Sachsen-Anhalt      | im Ahrendswald bei Uftrungen                                                             |      |
| Dienstedter Karsthöhle              | Dienstedt                                   | Ilm-Kreis                                  | Thüringen           | 155 m, Schauhöhle                                                                        |      |
| Doktorshöhle                        | Muggendorf                                  | Landkreis Forchheim                        | Bayern              | 50 m                                                                                     |      |
| Drachenhöhle Syrau                  | Syrau                                       | Vogtlandkreis                              | Sachsen             | 550 m, Schauhöhle                                                                        |      |
| Dreieingangshöhle                   | Heubach                                     | Ostalbkreis                                | Baden-Württemberg   | 75 m                                                                                     |      |
| Drexlerloch                         | Engen                                       | Landkreis Konstanz                         | Baden-Württemberg   | 20 m, archäologischer Fundplatz                                                          |      |
| Eberstadter Tropfsteinhöhle         | Buchen (Odenwald)                           | Neckar-Odenwald-Kreis                      | Baden-Württemberg   | 645 m, Schauhöhle                                                                        |      |
| Eichbergschacht                     | Undingen                                    | Landkreis Reutlingen                       | Baden-Württemberg   | 36 m tief                                                                                |      |
| Eichberghöhle                       | Undingen                                    | Landkreis Reutlingen                       | Baden-Württemberg   | 40 m                                                                                     |      |
| Einhornhöhle                        | Scharzfeld                                  | Landkreis Göttingen                        | Niedersachsen       | 700 m, Schauhöhle                                                                        |      |
| Elsachbröller                       | Grabenstetten                               | Landkreis Reutlingen                       | Baden-Württemberg   | 2204 m                                                                                   |      |
| Erlenhöhle                          | Schwelm                                     | Ennepe-Ruhr-Kreis                          | Nordrhein-Westfalen | 263 m                                                                                    |      |
| Erdbachhöhle                        | Breitscheid                                 | Lahn-Dill-Kreis                            | Hessen              | 2090 m, 96 m tief                                                                        |      |
| Erdmannshöhle                       | Hasel                                       | Landkreis Lörrach                          | Baden-Württemberg   | 2315 m, Schauhöhle                                                                       |      |
| Falkensteiner Höhle                 | Grabenstetten                               | Landkreis Reutlingen                       | Baden-Württemberg   | 4259 m                                                                                   |      |
| Fetzershaldenhöhle                  | Rammingen                                   | Alb-Donau-Kreis                            | Baden-Württemberg   | mit Sediment verfüllt                                                                    |      |
| Finsteres Loch                      | Heubach                                     | Ostalbkreis                                | Baden-Württemberg   | 140 m                                                                                    |      |
| Fohlenhaus                          | Lonetal                                     | Alb-Donau-Kreis                            | Baden-Württemberg   | 10 m, in Felsformation                                                                   |      |
| Frickenhöhle                        | Farchant                                    | Landkreis Garmisch-Partenkirchen           | Bayern              | 3222 m                                                                                   |      |
| Fuchshöhle Sausenheim               | Sausenheim                                  | Landkreis Bad Dürkheim                     | Rheinland-Pfalz     | 10 m                                                                                     |      |
| Genovevahöhle                       | Kordel                                      | Landkreis Trier-Saarburg                   | Rheinland-Pfalz     | 20 m                                                                                     |      |
| Gnirshöhle                          | Engen                                       | Landkreis Konstanz                         | Baden-Württemberg   | 40 m, archäologisch bedeutend                                                            |      |
| Gußmannshöhle                       | Lenningen-Gutenberg                         | Landkreis Esslingen                        | Baden-Württemberg   | 91 m, Schauhöhle                                                                         |      |
| Gustav-Jakob-Höhle                  | Grabenstetten                               | Landkreis Reutlingen                       | Baden-Württemberg   | 427 m, Durchgangshöhle                                                                   |      |
| Gutenberger Höhle                   | Lenningen-Gutenberg                         | Landkreis Esslingen                        | Baden-Württemberg   | 180 m, Schauhöhle                                                                        |      |
| Hardthöhlen                         | Wuppertal                                   |                                            | Nordrhein-Westfalen | 4037 m                                                                                   |      |
| Heilenbecker Höhle                  | Ennepetal                                   | Ennepe-Ruhr-Kreis                          | Nordrhein-Westfalen | 3970 m                                                                                   |      |
| Heimensteinhöhle                    | Neidlingen                                  | Landkreis Esslingen                        | Baden-Württemberg   | 80 m, Durchgangshöhle                                                                    |      |
| Heimkehle                           | Uftrungen                                   | Landkreis Mansfeld-Südharz                 | Sachsen-Anhalt      | 1780 m, Schauhöhle                                                                       |      |
| Heinrichshöhle                      | Hemer-Sundwig                               | Märkischer Kreis                           | Nordrhein-Westfalen | 320 m, Teil des Perick-Höhlensystems, Schauhöhle                                         |      |
| Herbstlabyrinth                     | Breitscheid                                 | Lahn-Dill-Kreis                            | Hessen              | 13128 m, Schauhöhle                                                                      |      |
| Hermannshöhle                       | Rübeland                                    | Landkreis Harz                             | Sachsen-Anhalt      | 3364 m, Schauhöhle                                                                       |      |
| Hessenhaudoline                     | Berghülen                                   | Alb-Donau-Kreis                            | Baden-Württemberg   | 8365 m                                                                                   |      |
| Himmelsfelsenschacht                | Eybach (Geislingen)                         | Landkreis Göppingen                        | Baden-Württemberg   | 70 m, Schachthöhle                                                                       |      |
| Hohlenstein-Stadel                  | im Lonetal                                  |                                            |                     |                                                                                          |      |
| Hohler Fels                         | Happurg                                     | Landkreis Nürnberger Land                  | Bayern              | 16 m                                                                                     |      |
| Hohler Fels                         | Schelklingen                                | Alb-Donau-Kreis                            | Baden-Württemberg   | 60 m                                                                                     |      |
| Hohler Stein                        | Buchen (Odenwald)                           | Neckar-Odenwald-Kreis                      | Baden-Württemberg   | 3052 m                                                                                   |      |
| Hohlsteinhöhle                      | Schlangen                                   | Kreis Lippe                                | Nordrhein-Westfalen | 200 m                                                                                    |      |
| Höhle ohne Namen                    | Auerbach                                    | Landkreis Amberg-Sulzbach                  | Bayern              | 530 m                                                                                    |      |
| Hölloch                             | Oberstdorf                                  | Landkreis Oberallgäu                       | Bayern              | 12900 m                                                                                  |      |
| Höllsternbröller                    | Lenning-Gutenberg                           | Landkreis Esslingen                        | Baden-Württemberg   | 350 m                                                                                    |      |
| Hüttenbläserschachthöhle            | Iserlohn                                    | Märkischer Kreis                           | Nordrhein-Westfalen | 4800 m                                                                                   |      |
| Iberger Tropfsteinhöhle             | Bad Grund                                   | Landkreis Göttingen                        | Niedersachsen       | 300 m, Schauhöhle                                                                        |      |
| Irpfelhöhle                         | Giengen an der Brenz                        | Landkreis Heidenheim                       | Baden-Württemberg   | 54 m, Felsentor vor Eingang                                                              |      |
| Kahlensteinhöhle                    | Bad Überkingen                              | Landkreis Göppingen                        | Baden-Württemberg   | 150 m                                                                                    |      |
| Kakushöhle                          | Mechernich                                  | Kreis Euskirchen                           | Nordrhein-Westfalen |                                                                                          |      |
| Karls- und Bärenhöhle               | Sonnenbühl-Erpfingen                        | Landkreis Reutlingen                       | Baden-Württemberg   | 292 m. Schwäbische Alb. Schauhöhle.                                                      |      |
| Klausenhöhle                        | Essing                                      | Landkreis Kelheim                          | Bayern              | 330 m                                                                                    |      |
| Klauswandhöhle                      | Ramsau                                      | Landkreis Berchtesgadener Land             | Bayern              | 1300 m                                                                                   |      |
| Kleine Scheuer                      | im Lonetal                                  |                                            |                     |                                                                                          |      |
| Kalkberghöhle                       | Bad Segeberg                                | Kreis Segeberg                             | Schleswig-Holstein  | 2360 m, Schauhöhle                                                                       |      |
| Kleine Scheuer                      | Heubach                                     | Ostalbkreis                                | Baden-Württemberg   | 26 m, archäologisch bedeutend                                                            |      |
| Kirschbaumhöhle                     |                                             | Landkreis Forchheim                        | Bayern              | 17 m, archäologisch bedeutend                                                            |      |
| Kittelsthaler Tropfsteinhöhle       | Ruhla                                       | Wartburgkreis                              | Thüringen           | 726 m, Schauhöhle                                                                        |      |
| Klingengrabenbröller                | Erkenbrechtsweiler auf der Schwäbischen Alb |                                            |                     |                                                                                          |      |
| Klingloch                           | Buchhof (Hirschbach)                        | Landkreis Nürnberger Land                  | Bayern              | 200 m, Schachthöhle                                                                      |      |
| Kluterthöhle                        | Ennepetal                                   | Ennepe-Ruhr-Kreis                          | Nordrhein-Westfalen | 5845 m                                                                                   |      |
| Kolbinger Höhle                     | Kolbingen                                   | Landkreis Tuttlingen                       | Baden-Württemberg   | 330 m, Schauhöhle                                                                        |      |
| König-Otto-Tropfsteinhöhle          | Sankt Colomann                              | Landkreis Neumarkt in der Oberpfalz        | Bayern              | 450 m, Schauhöhle                                                                        |      |
| Kornäckerhöhle                      | Buchen (Odenwald)                           | Neckar-Odenwald-Kreis                      | Baden-Württemberg   | 220 m, bei Eberstadter Tropfsteinhöhle                                                   |      |
| Kubacher Kristallhöhle              | Kubach                                      | Landkreis Limburg-Weilburg                 | Hessen              | 170 m, Schauhöhle                                                                        |      |
| Laichinger Tiefenhöhle              | Laichingen                                  | Alb-Donau-Kreis                            | Baden-Württemberg   | 1348 m, Schau- und Schachthöhle                                                          |      |
| Laierhöhle                          | Geislingen an der Steige                    | Landkreis Göppingen                        | Baden-Württemberg   | 2756 m                                                                                   |      |
| Leohöhle                            | Heidenheim an der Brenz                     | Landkreis Heidenheim                       | Baden-Württemberg   | 22 m, Schachthöhle                                                                       |      |
| Lippoldshöhle                       | Alfeld (Leine)                              | Landkreis Hildesheim                       | Niedersachsen       | diente früher als Burg                                                                   |      |
| Linkenboldshöhle                    | Albstadt-Onstmettingen                      | Zollernalbkreis                            | Baden-Württemberg   | 140 m, Schauhöhle                                                                        |      |
| Mauerner Höhlen (Weinberghöhlen)    | Rennertshofen                               | Landkreis Neuburg-Schrobenhausen           | Bayern              | 121 m                                                                                    |      |
| Maximiliansgrotte                   | Neuhaus an der Pegnitz                      | Landkreis Nürnberger Land                  | Bayern              | 1200 m, Schauhöhle                                                                       |      |
| Mondmilchhöhle                      | Lenningen-Gutenberg                         | Landkreis Esslingen                        | Baden-Württemberg   | 112 m                                                                                    |      |
| Mordloch                            | Böhmenkirch                                 | Landkreis Göppingen                        | Baden-Württemberg   | 4576 m                                                                                   |      |
| Mühlbachquellhöhle                  | Dietfurt an der Altmühl                     | Landkreis Neumarkt in der Oberpfalz        | Bayern              | 10420 m                                                                                  |      |
| Mühlheimer Felsenhöhle              | Mühlheim an der Donau                       | Landkreis Tuttlingen                       | Baden-Württemberg   | 134 m                                                                                    |      |
| Nebelhöhle                          | Mudershausen                                | Rhein-Lahn-Kreis                           | Rheinland-Pfalz     | 650 m                                                                                    |      |
| Nebelhöhle                          | Sonnenbühl                                  | Landkreis Reutlingen                       | Baden-Württemberg   | 813 m, Schauhöhle                                                                        |      |
| Niedaltdorfer Tropfsteinhöhle       | Rehlingen-Siersburg                         | Landkreis Saarlouis                        | Saarland            | 200 m, Schauhöhle                                                                        |      |
| Ofnethöhlen                         | Nördlingen                                  | Landkreis Donau-Ries                       | Bayern              | 55 m                                                                                     |      |
| Olgahöhle                           | Lichtenstein-Honau                          | Landkreis Reutlingen                       | Baden-Württemberg   | 170 m, Schauhöhle                                                                        |      |
| Osterhöhle                          | Neukirchen-Trondorf                         | Landkreis Amberg-Sulzbach                  | Bayern              | 185 m, Schauhöhle                                                                        |      |
| Oswaldhöhle                         | Muggendorf                                  | Landkreis Forchheim                        | Bayern              | 65 m, Durchgangshöhle                                                                    |      |
| Pommerlesloch                       | Mötzingen                                   | Landkreis Böblingen                        | Baden-Württemberg   | 51 m, Schachthöhle                                                                       |      |
| Rainloch                            | Enzberg                                     | Enzkreis                                   | Baden-Württemberg   | 200 m                                                                                    |      |
| Ramensteinhöhle                     | Nattheim                                    | Landkreis Heidenheim                       | Baden-Württemberg   | 45 m, Durchgangshöhle                                                                    |      |
| Reckenhöhle                         | Balve                                       | Märkischer Kreis                           | Nordrhein-Westfalen | 2500 m, Schauhöhle                                                                       |      |
| Riesending-Schachthöhle             | Bischofswiesen                              | Landkreis Berchtesgadener Land             | Bayern              | 25200 m Länge und 1149 m Tiefe vermessen, längste und tiefste Höhle Deutschlands         |      |
| Rosenmüllerhöhle                    | Muggendorf                                  | Landkreis Forchheim                        | Bayern              | 112 m                                                                                    |      |
| Rothesteinhöhle                     | Eschershausen im Weserbergland              |                                            |                     |                                                                                          |      |
| Salzgrabenhöhle                     | Schönau am Königssee                        | Landkreis Berchtesgadener Land             | Bayern              | 9012 m                                                                                   |      |
| Schellenberger Eishöhle             | Marktschellenberg                           | Landkreis Berchtesgadener Land             | Bayern              | 3620 m, Schauhöhle                                                                       |      |
| Schertelshöhle                      | Westerheim                                  | Alb-Donau-Kreis                            | Baden-Württemberg   | 212 m, Schauhöhle                                                                        |      |
| Schillat-Höhle                      | Hessisch Oldendorf                          | Landkreis Hameln-Pyrmont                   | Nordrhein-Westfalen | 400 m, Schauhöhle                                                                        |      |
| Schillerhöhle                       | Bad Urach                                   | Landkreis Reutlingen                       | Baden-Württemberg   | 245 m                                                                                    |      |
| Schlüssellochhöhle                  | Grainbach                                   | Landkreis Rosenheim                        | Bayern              | 1870 m                                                                                   |      |
| Schlucht-Höhle                      | Mudershausen                                |                                            | Rheinland-Pfalz     |                                                                                          |      |
| Schönsteinhöhle                     | Wiesenthal-Neudorf                          | Landkreis Forchheim                        | Bayern              | 600 m                                                                                    |      |
| Schreiberhöhle                      | Steinheim am Albuch                         | Landkreis Heidenheim                       | Baden-Württemberg   | 210 m                                                                                    |      |
| Schulerloch                         | Essing-Oberau                               | Landkreis Kelheim                          | Bayern              | 420 m, Schauhöhle                                                                        |      |
| Sibyllenloch                        | Kirchheim unter Teck                        | Landkreis Esslingen                        | Baden-Württemberg   | 23 m, unterhalb von Burg Teck                                                            |      |
| Silberlochhöhle                     | Essing                                      | Landkreis Kelheim                          | Bayern              | 944 m                                                                                    |      |
| Sirgensteinhöhle                    | Blaubeuren                                  | Alb-Donau-Kreis                            | Baden-Württemberg   | 42 m, steinzeitlicher Wohnplatz                                                          |      |
| Sontheimer Höhle                    | Heroldstatt-Sontheim                        | Alb-Donau-Kreis                            | Baden-Württemberg   | 530 m, Schauhöhle                                                                        |      |
| Sophienhöhle                        | Kirchahorn                                  | Landkreis Bayreuth                         | Bayern              | 900 m, Schauhöhle                                                                        |      |
| Spielberghöhle                      | Grainbach                                   | Landkreis Rosenheim                        | Bayern              | 1453 m                                                                                   |      |
| Spitzbubenhöhle                     | Herbrechtingen                              | Landkreis Heidenheim                       | Baden-Württemberg   | 42 m                                                                                     |      |
| Steebschacht                        | Wennenden                                   | Alb-Donau-Kreis                            | Baden-Württemberg   | 1076 m                                                                                   |      |
| Steinberghöhle                      | Ramsau bei Berchtesgaden                    | Landkreis Berchtesgadener Land             | Bayern              | 1080 m                                                                                   |      |
| Stöckelberghöhle                    | Steinheim am Albuch                         | Landkreis Heidenheim                       | Baden-Württemberg   | 69 m                                                                                     |      |
| Studerbildschacht                   | Neustadt an der Weinstraße                  |                                            | Rheinland-Pfalz     | 46 m tief                                                                                |      |
| Sturmannshöhle                      | Obermaiselstein                             | Landkreis Oberallgäu                       | Bayern              | 460 m, Schauhöhle                                                                        |      |
| Tannhäuserhöhle                     | Hörselberg-Hainich                          | Wartburgkreis                              | Thüringen           | 108 m                                                                                    |      |
| Teufelshöhle bei Pottenstein        | Pottenstein                                 | Landkreis Bayreuth                         | Bayern              | 3000 m, Schauhöhle                                                                       |      |
| Teufelshöhle                        | Bad Reichenhall                             | Landkreis Berchtesgadener Land             | Bayern              |                                                                                          |      |
| Teufelshöhle                        | Steinau an der Straße                       | Main-Kinzig-Kreis                          | Hessen              | 174 m, Schauhöhle                                                                        |      |
| Teufelsloch                         | Nordschwaben                                | Landkreis Lörrach                          | Baden-Württemberg   | 105 m                                                                                    |      |
| Todtsburger Höhle                   | Mühlhausen im Täle                          | Landkreis Göppingen                        | Baden-Württemberg   | 130 m                                                                                    |      |
| Todtsburger Schacht                 | Mühlhausen im Täle                          | Landkreis Göppingen                        | Baden-Württemberg   | 500 m                                                                                    |      |
| Tschamberhöhle                      | Rheinfelden                                 | Landkreis Lörrach                          | Baden-Württemberg   | 1550 m, Schauhöhle                                                                       |      |
| Venushöhle                          | Hörselberg-Hainich                          | Wartburgkreis                              | Thüringen           | 15 m                                                                                     |      |
| Verena-Beutlins-Loch                | Lenningen                                   | Landkreis Esslingen                        | Baden-Württemberg   | 12 m                                                                                     |      |
| Veronikahöhle                       | Lenningen                                   | Landkreis Esslingen                        | Baden-Württemberg   | 31 m                                                                                     |      |
| Vetterhöhle                         | Blaubeuren                                  | Alb-Donau-Kreis                            | Baden-Württemberg   | 2746 m, Teil des Blauhöhlensystems                                                       |      |
| Vogelherdhöhle                      | Niederstotzingen                            | Landkreis Heidenheim                       | Baden-Württemberg   | 40 m                                                                                     |      |
| Volmehang-Martinsloch-System        | Hagen                                       |                                            | Nordrhein-Westfalen | 2666 m                                                                                   |      |
| Wendelsteinhöhle                    | Brannenburg                                 | Landkreis Rosenheim                        | Bayern              | 523 m, höchstgelegene Schauhöhle Deutschlands                                            |      |
| Wiehler Tropfsteinhöhle             | Wiehl                                       | Oberbergischer Kreis                       | Nordrhein-Westfalen | 868 m, Schauhöhle                                                                        |      |
| Wilhelmshöhle                       | Erkenbrechtsweiler                          | Landkreis Esslingen                        | Baden-Württemberg   | 168 m                                                                                    |      |
| Wimmelburger Schlotte               | Eisleben                                    | Landkreis Mansfeld-Südharz                 | Sachsen-Anhalt      |                                                                                          |      |
| Wimsener Höhle                      | Hayingen                                    | Landkreis Reutlingen                       | Baden-Württemberg   | 1331 m, Eingang kann mit Kahn befahren werden                                            |      |
| Windloch im Mühlenberg              | Engelskirchen                               | Oberbergischer Kreis                       | Nordrhein-Westfalen | 8453 m                                                                                   |      |
| Windloch                            | Hartenstein                                 | Landkreis Nürnberger Land                  | Bayern              | 75 m, Schachthöhle                                                                       |      |
| Witzenhöhle                         | Muggendorf                                  | Landkreis Forchheim                        | Bayern              | 150 m                                                                                    |      |
| Wulfbachquellhöhle                  | Mühlheim an der Donau                       | Landkreis Tuttlingen                       | Baden-Württemberg   | 6583 m                                                                                   |      |
| Wundershöhle                        | Muggendorf                                  | Landkreis Forchheim                        | Bayern              | 70 m                                                                                     |      |
| Zinselhöhle                         | Meschenbach                                 | Landkreis Sonneberg                        | Thüringen           | 160 m                                                                                    |      |
| Zoolithenhöhle                      | Ebermannstadt-Burggaillenreuth              | Landkreis Forchheim                        | Bayern              | 1000 m, verschlossen                                                                     |      |
| Zwergenhöhle                        | Bielefeld                                   | Bielefeld                                  | Nordrhein-Westfalen | 11 m                                                                                     |      |
| Zwergenhöhle                        | Lindlar-Scheel                              | Oberbergischer Kreis                       | Nordrhein-Westfalen | 7 m                                                                                      |      |
| Zwergenhöhle                        | Odenthal-Herrenstrunden                     | Rheinisch-Bergischer Kreis                 | Nordrhein-Westfalen | im Tal der Strunde                                                                       |      |
| Zwiefaltendorfer Tropfsteinhöhle    | Zwiefaltendorf                              | Landkreis Biberach                         | Baden-Württemberg   | 27 m                                                                                     |      |